# Greg Stiemsma
Gregory Ross « Greg » Stiemsma, né le 26 septembre 1985 à Randolph dans le Wisconsin, aux États-Unis, est un joueur américain de basket-ball. Il évolue au poste de pivot.

## Carrière
Greg Stiemsma n'est pas drafté en NBA à la fin de son parcours universitaire. Il part donc en Turquie puis en Corée du Sud avant de revenir jouer aux États-Unis en NBA Development League (NBDA), aussi appelé D-League pour la saison 2009-2010.
Avec les Sioux Falls, il termine meilleur défenseur de la D-League. Ses statistiques sont alors de 8,8 points, 7,1 rebonds, 1,2 passe et surtout 3,6 contres. À la fin de l'année 2011, il effectue un essai chez les Timberwolves du Minnesota mais il n'est pas retenu.
Il est finalement recruté par les Celtics de Boston pour la saison 2011-2012, pour combler les faiblesses au poste de pivot de la franchise. 
Lors de son premier match NBA face au Hornets, il termine le match avec 6 contres.

## Palmarès
- Champion de la Division Atlantique en 2012 avec les Celtics de Boston.